# Торијело (Авелино)
Торијело је насеље у Италији у округу Авелино, региону Кампанија.
Према процени из 2011. у насељу је живело 127 становника. Насеље се налази на надморској висини од 668 м.